# Calophysus
Calophysus is een monotypisch geslacht van straalvinnige vissen uit de familie van de antennemeervallen (Pimelodidae).

## Soort
- Calophysus macropterus (Lichtenstein, 1819)